# فيكي ستون
فيكي ستون (بالإنجليزية: Vicki Stone)‏ هي رسامة أمريكية، ولدت في 1949.